# 馬修斯米爾 (加利福尼亞州)
馬修斯米爾（英語：Mathews Mill）是位於美國加利福尼亞州弗雷斯諾縣的一個非建制地區。該地的面積和人口皆未知。

## 地理
馬修斯米爾的座標為37°07′24″N 119°22′22″W / 37.12333°N 119.37278°W，而該地的平均海拔高度為952米（即3123英尺）。